# Замбија на Светском првенству у атлетици на отвореном 2022.
Замбија је учествовала на 18. Светском првенству у атлетици на отвореном 2022. одржаном у Јуџину  од 15. до 25. јула седамнаести пут. Репрезентацију Замбије је представљало 2 учесника (1 мушкарац и 1 жена) који су се такмичили у две дисциплине (1 мушка и 1 женска).,
На овом првенству такмичари Замбије нису освојили ниједну медаљу али је оборен један лични рекорд.

## Учесници
| Мушкарци: - Музала Самуконга — 400 м | Жене: - Ниди Мингилиши — 400 м |  |

## Резултати

### Мушкарци
| Атлетичар        | Дисциплина | Лични рекорд | Квалификације   | Квалификације | Полуфинале | Полуфинале | Финале               | Финале | Детаљи |
| Атлетичар        | Дисциплина | Лични рекорд | Резултат        | Место         | Резултат   | Место      | Резултат             | Место  | Детаљи |
| ---------------- | ---------- | ------------ | --------------- | ------------- | ---------- | ---------- | -------------------- | ------ | ------ |
| Музала Самуконга | 400 м      | 45,21        | 45,82 (.811) КВ | 2. у гр. 3    | 45,02 ЛР   | 3. у гр. 2 | Није се квалификовао | 9 / 41 |        |

### Жене
| Атлетичарка    | Дисциплина | Лични рекорд | Квалификације | Квалификације | Полуфинале            | Полуфинале            | Финале                | Финале  | Детаљи |
| Атлетичарка    | Дисциплина | Лични рекорд | Резултат      | Место         | Резултат              | Место                 | Резултат              | Место   | Детаљи |
| -------------- | ---------- | ------------ | ------------- | ------------- | --------------------- | --------------------- | --------------------- | ------- | ------ |
| Ниди Мингилиши | 400 м      | 51,76        | 52,84         | 7. у гр. 2    | Није се квалификовала | Није се квалификовала | Није се квалификовала | 37 / 43 |        |